# Danh sách đô thị tại Jaén

Bản đồ các đô thị ở Jaén

Đây là danh sách các đô thị ở tỉnh Jaén, thuộc cộng đồng tự trị Andalusia, Tây Ban Nha.
| Tên                      | Dân số (2002) |
| Albanchez de Mágina      | 1.453         |
| Alcalá la Real           | 21.517        |
| Alcaudete                | 11.199        |
| Aldeaquemada             | 567           |
| Andújar                  | 37.920        |
| Arjona                   | 5.659         |
| Arjonilla                | 3.957         |
| Arquillos                | 1.926         |
| Arroyo del Ojanco        | 2.348         |
| Baeza                    | 15.223        |
| Bailén                   | 17.736        |
| Baños de la Encina       | 2.688         |
| Beas de Segura           | 5.661         |
| Bedmar y Garcíez         | 3.240         |
| Begíjar                  | 3.117         |
| Bélmez de la Moraleda    | 1.968         |
| Benatae                  | 547           |
| Cabra del Santo Cristo   | 2.247         |
| Cambil                   | 3.071         |
| Campillo de Arenas       | 2.054         |
| Canena                   | 2.132         |
| Carboneros               | 676           |
| Cárcheles                | 1.500         |
| La Carolina              | 14.981        |
| Castellar                | 3.659         |
| Castillo de Locubín      | 4.971         |
| Cazalilla                | 809           |
| Cazorla                  | 8.254         |
| Chiclana de Segura       | 1.295         |
| Chilluévar               | 1.762         |
| Escañuela                | 949           |
| Espelúy                  | 791           |
| Frailes                  | 1.858         |
| Fuensanta de Martos      | 3.298         |
| Fuerte del Rey           | 1.192         |
| Génave                   | 661           |
| La Guardia de Jaén       | 2.040         |
| Guarromán                | 2.809         |
| Higuera de Calatrava     | 683           |
| Hinojares                | 467           |
| Hornos                   | 693           |
| Huelma                   | 6.093         |
| Huesa                    | 2.768         |
| Ibros                    | 3.060         |
| La Iruela                | 1.844         |
| Iznatoraf                | 1.274         |
| Jabalquinto              | 2.478         |
| Jaén                     | 112.921       |
| Jamilena                 | 3.351         |
| Jimena                   | 1.504         |
| Jódar                    | 11.991        |
| Lahiguera                | 1.849         |
| Larva                    | 511           |
| Linares                  | 57.800        |
| Lopera                   | 4.014         |
| Lupión                   | 1.054         |
| Mancha Real              | 9.493         |
| Marmolejo, Jaén          | 7.576         |
| Martos                   | 22.688        |
| Mengíbar                 | 8.745         |
| Montizón                 | 1.984         |
| Navas de San Juan        | 4.974         |
| Noalejo                  | 2.170         |
| Orcera                   | 2.148         |
| Peal de Becerro          | 5.290         |
| Pegalajar                | 3.091         |
| Porcuna                  | 6.923         |
| Pozo Alcón               | 5.384         |
| Puente de Génave         | 2.030         |
| La Puerta de Segura      | 2.646         |
| Quesada                  | 5.999         |
| Rus                      | 3.769         |
| Sabiote                  | 4.194         |
| Santa Elena              | 1.042         |
| Santiago de Calatrava    | 926           |
| Santiago-Pontones        | 4.316         |
| Santisteban del Puerto   | 4.693         |
| Santo Tomé               | 2.344         |
| Segura de la Sierra      | 2.062         |
| Siles                    | 2.521         |
| Sorihuela del Guadalimar | 1.322         |
| Torredelcampo            | 13.440        |
| Torreblascopedro         | 2.946         |
| Torredonjimeno           | 13.820        |
| Torreperogil             | 7.227         |
| Torres                   | 1.797         |
| Torres de Albánchez      | 1.018         |
| Úbeda                    | 32.971        |
| Valdepeñas de Jaén       | 4.501         |
| Vilches                  | 4.960         |
| Villacarrillo            | 11.095        |
| Villanueva de la Reina   | 3.304         |
| Villanueva del Arzobispo | 8.748         |
| Villardompardo           | 1.230         |
| Los Villares             | 5.007         |
| Villarrodrigo            | 581           |
| Villatorres              | 4.322         |